# Alexis Clairaut
Alexis Claude de Clairault (lub Clairaut) (ur. 7 maja albo 13 maja 1713 w Paryżu, zm. 17 maja 1765 tamże) – francuski matematyk.

## Życiorys
W wieku 12 lat w 1725 przedstawił swoją pierwszą rozprawę naukową na temat linii krzywych przed członkami Królewskiej Akademii Nauk. W 1731 został członkiem tej Akademii. W kwietniu 1736 wyruszył na wyprawę naukową do Laponii mającą na celu zbadanie spłaszczenia kuli ziemskiej (zakończona 1737 wykazaniem poprawności tezy Newtona). Clairaut opracował wtedy dzieło na temat kształtu Ziemi i planet. Razem z Josephem-Jérôme Lalande i Nicole-Reine Étable de la Brière-Lepaute wykazał, że pojawienia się komety z lat 1531, 1607 i 1682 dotyczą w istocie jednego ciała niebieskiego. Obliczył datę następnego pojawienia się z dokładnością do 33 dni.